# مغامرات مارثا
مغامرات مارثا مسلسل رسوم متحركة أمريكي عرض لأول مره في 1 سبتمبر 2008 حتى 18 نوفمبر 2014 ولقد تمت دبلجة المسلسل للغة العربية وعرض على قناة الجزيرة للأطفال.

## روابط خارجية
- PBS Kids web page on Martha Speaks
- WGBH web page on "Martha Speaks"
- مغامرات مارثا على موقع IMDb (الإنجليزية)
- مغامرات مارثا على موقع ميتاكريتيك (الإنجليزية)
- مغامرات مارثا على موقع نتفليكس (الإنجليزية)
- مغامرات مارثا على موقع قاعدة بيانات الفيلم (الإنجليزية)